# Gymnasium an der Schweizer Allee
Das Gymnasium an der Schweizer Allee (GadSA) in Dortmund ist ein Gymnasium mit zweisprachigem Zweig. Die Europa-Schule wurde 1968 gebaut und bietet Platz für etwa 1250 Schüler.

## Geschichte
Das 1968 erbaute Schulgebäude wurde in den Jahren 2005/2006 grundlegend saniert. Aufgrund steigender Schülerzahlen gibt es seit dem Schuljahr 2017/18 jeweils sechs Eingangsklassen. Der Baubeginn für einen Erweiterungsanbau ist auf 2022 terminiert. Die Modernisierung der Turnhalle wurde im Jahr 2020 abgeschlossen. Der Anschluss ans Glasfasernetz ist im Jahre 2021 vollendet worden.

## Schulprogramm
- In Englischer Sprache werden Geographie ab der 7. Klasse und zusätzlich Geschichte ab der 8. Klasse unterrichtet; eine weitere Vertiefung findet durch die Teilnahme an einem Debating-Club und an Austauschprogrammen sowie durch die Erstellung einer englischsprachigen Facharbeit statt.
- Das am GADSA entwickelte Konzept „Lernen lernen“ zur Förderung und Entwicklung eigen- und sozialverantwortlichen Handelns vermittelt den Schülern Methoden zur Arbeitsorganisation und zum Zeitmanagement sowie zur Sucht- und Gewaltprävention.
- Als „Magnetschule für moderne naturwissenschaftliche Pilotprojekte“ arbeitet das GadSA mit Firmen, Instituten und Hochschulen an Lernprojekten, die sich an den zukünftigen Berufsanforderungen der Jugendlichen orientieren.
- Seit 1999 bietet die Schule spezielle Angebote zur Begabtenförderung durch Akzeleration (beschleunigtes Lernen) und Enrichment (vertieftes Lernen). Für die Sekundarstufe I (13plus) besteht die Möglichkeit, speziellen Interessen nachzugehen oder Qualifikationen zu erweitern.
- Im Rahmen des NRW-Schulentwicklungsprojekts Selbstständige Schule ist das GADSA Korrespondenzschule für den Themenbereich „Eigenverantwortliches Lernen/selbstgesteuerte Lernprozesse/Selbstlernzentrum“.
- Schüler sind bei überregionalen naturwissenschaftlichen Wettbewerben wie Jugend forscht (Gewinn des Regionalpreises NRW 2008 im Bereich Technik mit einem „intelligenten Fahrrad“) vertreten.[1]
- Im Bereich des Sportes ist das GADSA bekannt durch die regelmäßige Qualifizierung zu Bezirksmeisterschaften in den Sportarten Basketball, Fußball und Volleyball.

## Partnerschulen
Das GADSA pflegt Partnerschaften mit
- dem Ursulinen-Lyzeum in Breslau (Polen) seit 1981
- dem Istituto Statale Bellini Novara (Italien) seit 1996

Außerdem bestehen im Rahmen des Comenius-Programm beziehungsweise der European Schools Association
Partnerschaften mit
- 't Atrium College Amersfoort (Niederlande)
- Peterhead Academy Peterhead (Schottland)
- Lycée Frédéric Ozanam Mâcon (Frankreich)
- Spjelkavik Videregående Skole Ålesund (Norwegen)
- De Aston School Market Rasen (England)
- St Tiernan's Community School Dublin (Irland)
- Florenz (Italien)
- Ieper (Belgien)
- Liberec (Tschechien)
- Mollerussa (Spanien)
- Silves (Portugal)

## Bekannte ehemalige Schüler
- Susanne Czuba-Konrad, Schriftstellerin und Literaturwissenschaftlerin
- Andrea Fischer, ehemalige Bundesministerin für Gesundheit
- Steffen Kanitz (CDU), ehemaliger Bundestagsabgeordneter der CDU